# Christophe Naegelen
Christophe Naegelen (nascido em 30 de dezembro de 1983) é um político independente francês que representa o terceiro eleitorado de Vosges na Assembleia Nacional desde 2017.
No parlamento, Naegelen actua no Comité de Finanças desde 2020. Anteriormente, foi membro da Comissão dos Assuntos Externos (2017-2020) e da Comissão dos Assuntos Económicos (2018-2020). Além das suas atribuições das comissões, ele fez parte da delegação francesa à Assembleia Parlamentar Franco-Alemã de 2019 até 2020.